# Моісєєнко Сергій Олександрович
Сергі́й Олекса́ндрович Моісє́єнко (17 грудня 1988 року, м. Херсон, Херсонська область — 28 лютого 2021 року, с. Пищевик, Маріупольський район, Донецька область) — молодший сержант, військовослужбовець 1-го взводу 1-ї роти морської піхоти 1-го окремого Феодосійського батальйону морської піхоти 36-ї окремої бригади морської піхоти імені контр-адмірала Михайла Білинського Збройних сил України, учасник російсько-української війни.

## Із життєпису
Мешкав у Херсоні, активно займався спортом: бігом, бойовими мистецтвами, боксом. Любив музику, подорожі.
Учасник Антитерористичної операції на сході України та Операції об'єднаних сил на території Луганської та Донецької областей з 2017 року, пройшов декілька ротацій.
Загинув 28 лютого 2021 року, о 22:50, біля с. Пищевик, внаслідок обстрілу позицій Збройних сил снайперами найманців Російської Федерації.
Похований 3 березня у Херсоні, на Меморіалі пам'яті загиблих бійців цвинтаря Геологів. Залишилися мати, донька та дружина.

## Нагороди та вшанування
- Указом Президента України № 149/2021 від 7 квітня 2021 року «за особисту мужність і самовіддані дії, виявлені у захисті державного суверенітету та територіальної цілісності України» — нагороджений орденом «За мужність» III ступеня (посмертно)[3].